# Convergence nationale - Kwa Na Kwa
De Convergence nationale - Kwa Na Kwa (Nederlands: Nationale Convergentie - Kwa Na Kwa, KNK) is een politieke partij in de Centraal-Afrikaanse Republiek opgericht door aanhangers van president François Bozizé.
"Kwa Na Kwa" is Sango (de belangrijkste taal in de Centraal-Afrikaanse Republiek) en betekent "Werk, alleen werk".

## Geschiedenis
KNK ontstond in 2004 als bundeling van kleinere politieke partijen die president Bozizé - aan de macht na een staatsgreep in 2003 - trachten te bewegen om zich te kandideren voor de presidentsverkiezingen. Bozizé die eerder had aangegeven slechts tijdelijk aan de macht te zullen blijven, besloot zich in 2005 kandidaat te stellen. Bozizé werd in 2005 met een meerderheid van stemmen tot president gekozen en KNK werd met 42 zetels de grootste partij in de Nationale Vergadering.
In 2009 werd KNK van een partijencombinatie omgevormd tot een unitaire partij. De partijen die zich niet konden vinden in de idee van een unitaire partij, verlieten KNK. Op 13 november 2009 vond in de zuidelijke stad Mbaïki een constitueringsvergadering plaats. Bij de verkiezingen van 2011 werd Bozizé herkozen en wist KNK haar zetelaantal in het parlement te vergroten. De burgeroorlog die in 2012 begon leidde in 2013 tot de vlucht van Bozizé naar Congo-Brazzaville waarna er einde kwam aan diens macht. De Bozizé-getrouwe milities, o.a. bestaande uit leden van KNK, bleven echter actief.
Bij de verkiezingen van oktober 2015 verloor KNK 54 zetels en hield er uiteindelijk nog maar 7 over in de Nationale Vergadering. Bij de verkiezingen van 2020 bleef de partij qua zetelaantal gelijk aan het resultaat van vijf jaar eerder.

## Ideologie

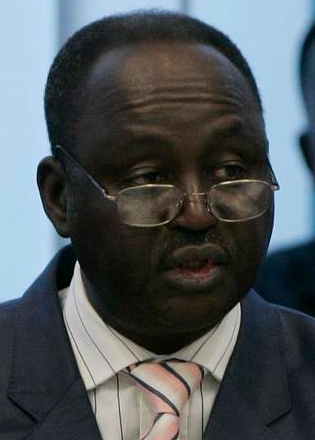
President François Bozizé (2005)

De partij houdt er (losjes) een sociaaldemocratisch gedachtegoed op na. Kwa Na Kwa verwerpt echter theoretisch denken. De partijleus is "Travail, Justice, Progrès" ("Werk, Gerechtigheid, Vooruitgang").
De partij meent dat armoede alleen actief kan worden bestreden als iedereen werkt en werk heeft. (Vandaar "Kwa Na Kwa", "Werk, alleen Werk.")
De partij beroept zich op de nalatenschap van de eerste premier van de Centraal-Afrikaanse Republiek, Barthélemy Boganda (1958-1959) en de door hem gelanceerde vijf sleutelwoorden: "Loger, Nourrir, Instruire, Soigner, Vêtir" ("Huisvesting, Voeding, Onderwijs, Gezondheid, Kleding"), welke Kwa Na Kwa in de praktijk vorm wil geven.